# Kippenvel

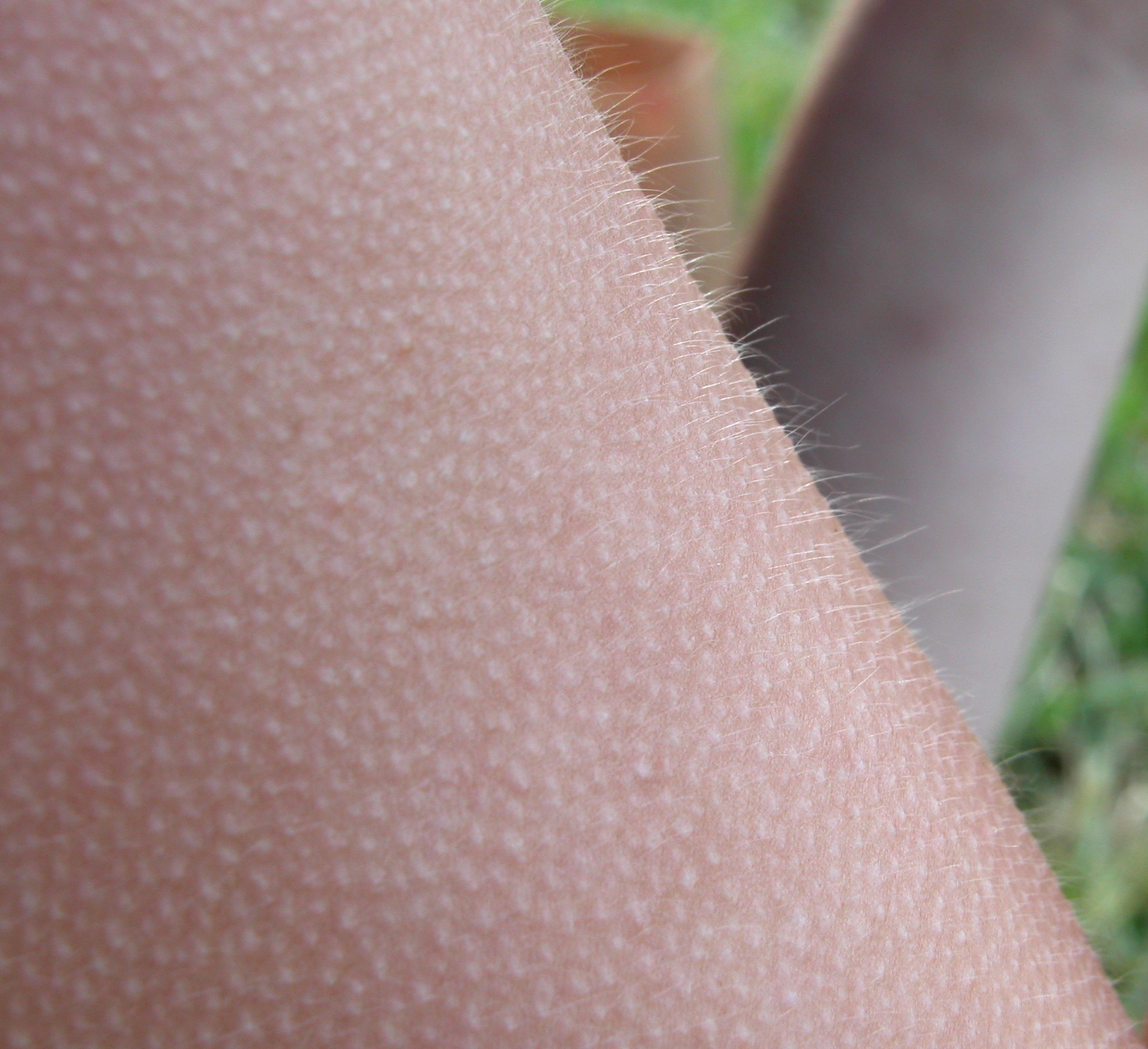
Kippenvel

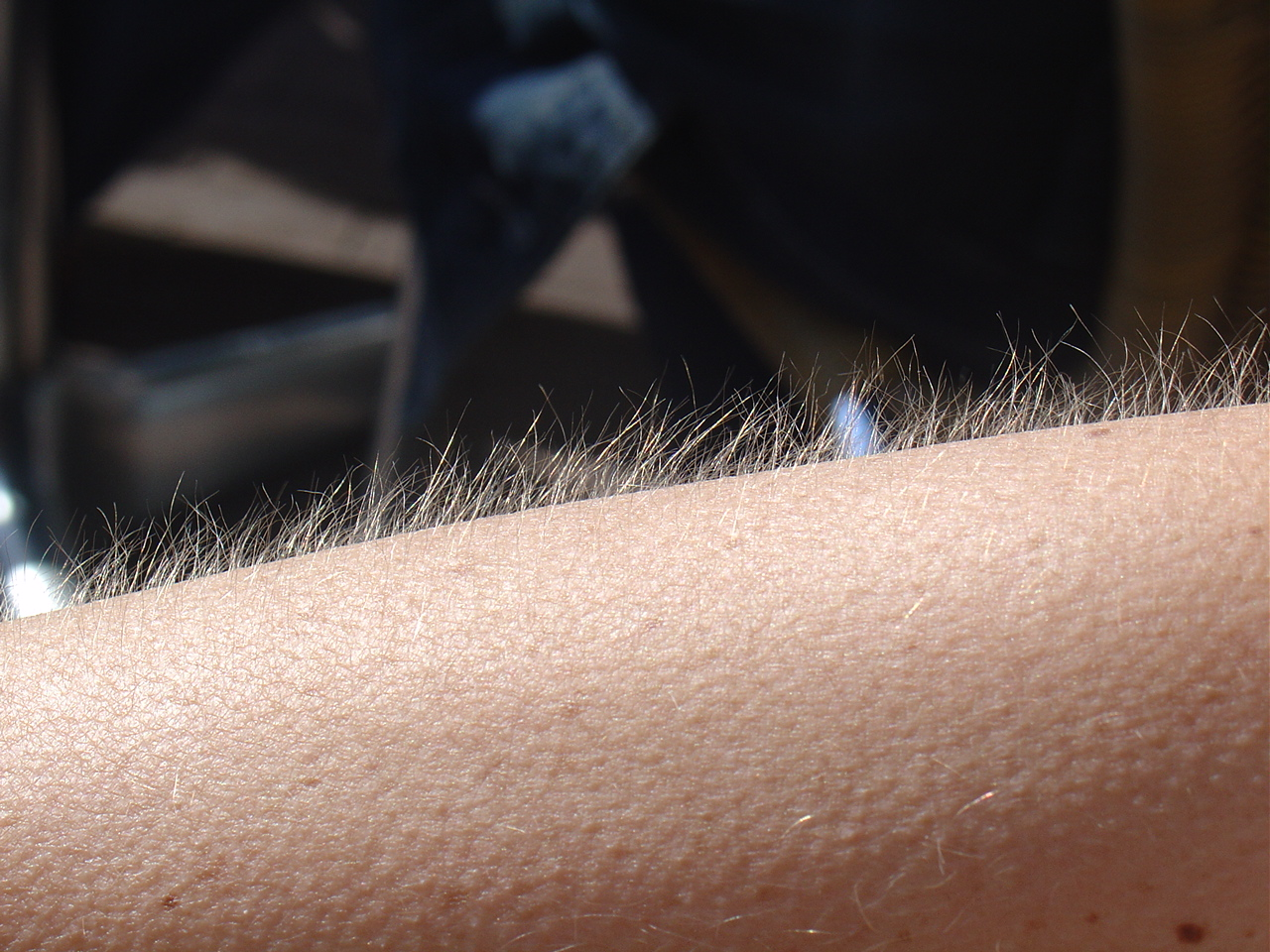
Kippenvel met rechtopstaande haren

Kippenvel, ook wel horripilatie, spasmodermie genoemd, is het verschijnsel dat haren op de huid rechtop gaan staan. Hierdoor krijgt men koude rillingen, en ziet de huid eruit als die van een geplukte kip of gans. In het Duits en Engels heet kippenvel dan ook respectievelijk Gänsehaut en goose bumps.
Het effect treedt op bij het voelen van kou of bij bepaalde emoties, zoals angst of diep ontzag. Deze emoties dragen ook bij aan kippenvel bij het beluisteren van indrukwekkende muziek. Het wordt veroorzaakt door kleine spiertjes die samentrekken, waardoor de haren rechtop gaan staan. Deze samentrekking wordt veroorzaakt door het autonoom zenuwstelsel, waardoor kippenvel niet kan worden onderdrukt. De reactie vindt vooral plaats op plaatsen met veel lichaamshaar, zoals de borst, de benen en de onderarmen.

## Zoogdieren
Kippenvel komt alleen voor bij zoogdieren met een vacht, waaronder dus ook de mens. De reactie bij dieren heeft als functie om warmte vast te houden bij koude, maar ook om het dier groter te doen lijken teneinde een mogelijke vijand af te schrikken. Bij de mens is kippenvel een evolutionair overblijfsel en heeft het voor zover bekend geen functie meer.

## Latijnse term
De Latijnse (medische) term luidt cutis anserina. Anser is Latijn voor gans. Het Latijnse werkwoord horrere (dat tevens samenhangt met het woord horror) betekent zoiets als rechtop staan en verwijst zodoende naar kippenvel.